# Chou Tzu-yu
Chou Tzu-yu (chinês tradicional: 周子瑜, pinyin: Zhōu Zǐyú, hangul: 저우쯔위; rr: Jeo-u Jjeu-wi; MR: Chŏu Tchŭwi; Tainan, 14 de junho de 1999), mais conhecida apenas como Tzuyu (hangul: 쯔위), é uma cantora, modelo, e compositora taiwanesa. Ela é mais conhecida por ser integrante do grupo feminino sul-coreano Twice.

## Biografia
Tzuyu nasceu na cidade de Tainan, Taiwan em 14 de junho de 1999. Foi descoberta por caçadores de talentos no Muse Performing Arts Workshop em Tainan em 2013, e se mudou para Seul no mesmo ano para começar sua carreira como Trainee da JYP Entertainment.

## Carreira

### 2015
Depois de mais de dois anos de treinamento, Chou apareceu no programa sul-coreano SIXTEEN em 2015, durante o qual foi escolhida como uma das nove membros do grupo TWICE. No mesmo ano ela protagonizou dois comerciais solo para a LG.

### 2016
Em setembro de 2016, Tzuyu recebeu muita atenção pela graciosidade ao atirar uma flecha durante o programa 'Idol Star Athletics Championships'. Durante a competição de tiro com arco, ao alinhar-se para atirar, Tzuyu acidentalmente teve o cabelo preso em sua flecha, o que a fez perder o tiro. Apesar da perda, a internet ficou obcecada com o quão bonita Tzuyu pareceu ao atirar a flecha. O GIF da cena viralizou em vários sites populares de mídia social e foi visto até mesmo por Taika Waititi e Paul Feig, diretores de Hollywood.

### 2017
Em dezembro de 2017, Tzuyu foi eleita o terceiro rosto mais bonito do ano entre as mulheres pela "The Independent Critics".

## Controvérsia de nacionalidade

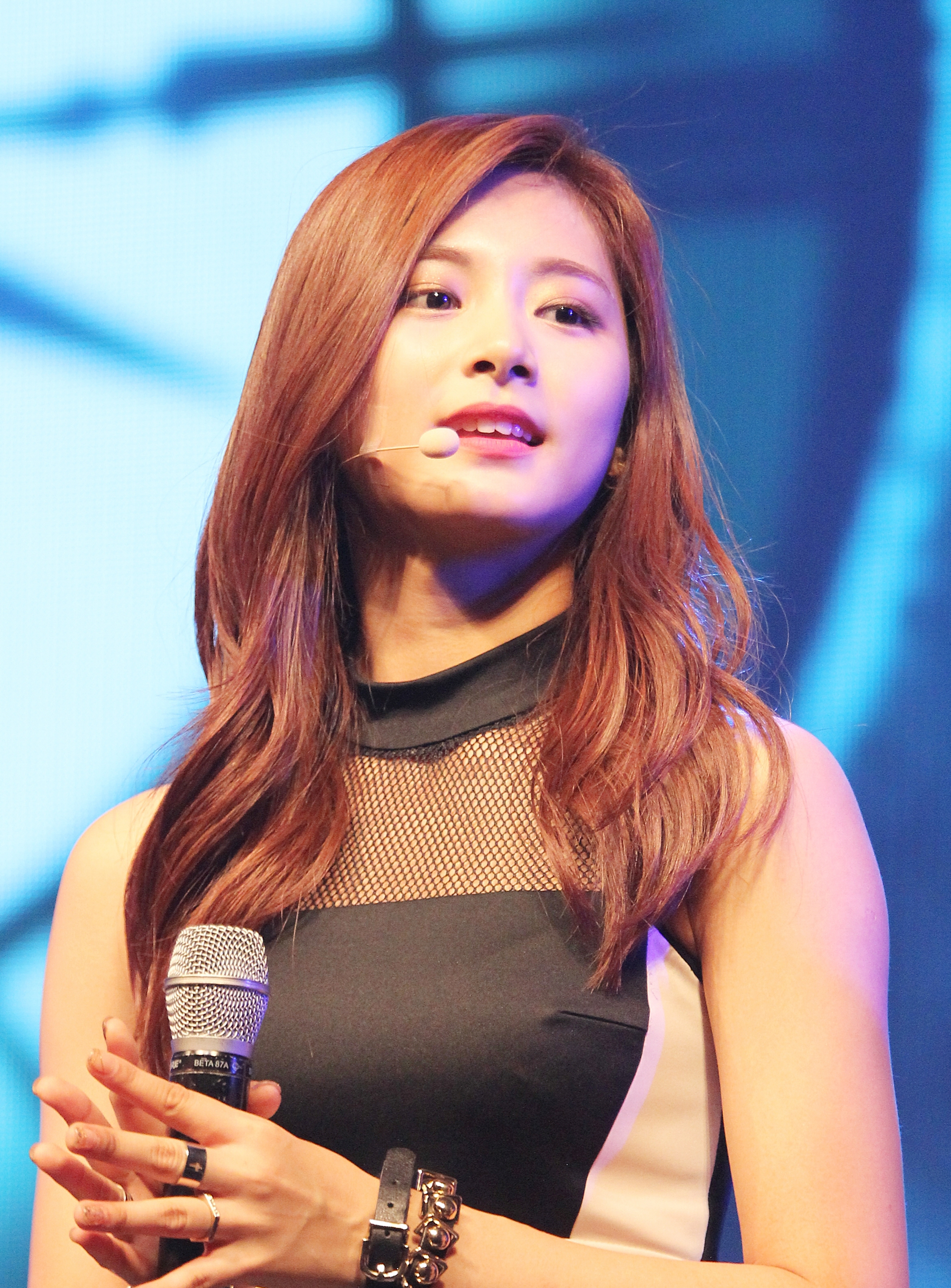
Tzuyu se apresentando no TWICE - Debut Showcase em 2015

Em 28 de novembro de 2015, o grupo sul-coreano do qual Tzuyu participa, TWICE, realizou uma participação no programa de variedades My Little Television Nele, a cantora declarou-se taiwanesa e portou uma bandeira da Coreia do Sul juntamente de uma bandeira de Taiwan (oficialmente República da China), que não é reconhecido como um Estado soberano e independente pela República Popular da China. O cantor Huang An, que possui origem taiwanesa e atualmente reside na China, publicou em sua conta do Weibo textos acusando-a de ser a favor da independência de Taiwan. Alguns dias antes, ele havia acusado o ator Wong He, natural de Hong Kong, de fazer comentários insultantes sobre a China continental no Facebook. O ator teve seu rosto censurado pela maior rede de televisão chinesa, a Televisão Central da China, subsequentemente emitindo um pedido de desculpas.
Após as publicações de Huang An, a ação de Tzuyu teve uma grande repercussão, causando revolta de diversos cidadãos chineses, que a acusaram de lucrar em cima de seu público chinês enquanto mantém uma postura pró-independência. Como consequência, diversos sites de streaming e empresas deixaram de apoiá-la, com Tzuyu tendo seu patrocínio com a empresa chinesa Huawei cancelado e TWICE tendo convites cancelados para aparições na televisão chinesa. Por causa disso, a JYP Entertainment, que a agencia, suspendeu todas as atividades chinesas da cantora.

Em 15 de janeiro de 2016, dia anterior às eleições gerais de Taiwan, o fundador da JYP Entertainment, Park Jin-young, postou um pedido de desculpas aos meios de comunicação chineses através de sua conta no Weibo. Além disso, a agência também divulgou um vídeo de Tzuyu lendo um pedido de desculpas, que dizia, em parte:
| “ | Há apenas uma China e eu tenho orgulho de ser parte dela. Como uma chinesa, eu cometi alguns erros enquanto estava fora [do país], o que afetou minha empresa e a relação entre a Coreia do Sul e a China. Eu estou extremamente arrependida. | ” |

### Reação
O vídeo de Tzuyu causou revolta de uma grande parcela do público taiwanês; muitos acreditam que foi feito sob coação. Os três candidatos à presidência de Taiwan publicaram declarações para apoiá-la. A candidata do Partido Democrático Progressista (PDP) e eventual vencedora da eleição Tsai Ing-wen, declarou: "um cidadão da República da China não deve ser punido por acenar sua bandeira e expressar apoio para seu país. Tzuyu foi forçada a dizer o total oposto do que originalmente diria, então este é um assunto sério e fere os sentimentos do povo de Taiwan". O candidato do partido do Kuomintang, Eric Chu, desaprovou o ódio dirigido à Tzuyu e condenou as ações de Huang An e JYP Entertainment. O ex-presidente de Taiwan, Ma Ying Jeou, afirmou na manhã do dia de eleição que não houve necessidade dela se desculpar.
O Conselho de Assuntos Estrangeiros de Taiwan declarou apoiar o ato de Tzuyu acenar uma bandeira de República da China como um ato patriótico. Ele apresentou um protesto com o Gabinete dos Assuntos de Taiwan, exortando o governo chinês a restringir seu setor privado, dizendo que o mesmo poderia prejudicar o desenvolvimento das relações entre China e Taiwan. Ele também condenou as ações de Huang An, dizendo que o comportamento do mesmo havia afetado negativamente as relações.
O Diário do Povo, jornal oficial do Partido Comunista da China, publicou um artigo dizendo que era injusto rotular Tzuyu uma "separatista taiwanesa" por acenar uma bandeira da República da China, acrescentando: "a expressão da República da China contém o princípio de 'Uma China'". A JYP Entertainment disse que, como Tzuyu era ainda menor de idade, os seus produtores tinham pedido o consentimento dos pais da cantora antes do vídeo ter sido gravado. A agência declarou: "a crença de um indivíduo não é algo que uma empresa pode ou deve impor aos outros, e isso não aconteceu."

#### Efeito na eleição
O caso ganhou atenção internacional como acreditava-se ter afetado às eleições gerais de Taiwan de 2016, da qual Tsai Ing-wen ganhou por uma margem larga. Enquanto Tsai e seu Partido Democrático Progressista já estavam liderando em pesquisas realizadas meses antes, uma pesquisa constatou que o vídeo de desculpas de Tzuyu acabou afetando mais de 1,3 milhão de eleitores. Estudiosos acreditam que o incidente provavelmente contribuiu um ou dois pontos percentuais para margem de vitória de Tsai. Ela mencionou o incidente em seu discurso de vitória, dizendo que o mesmo "irritou muitas pessoas de Taiwan, independentemente da sua filiação política" e que "serve como um lembrete constante sobre a importância da força e unidade [de Taiwan] para aqueles que estão fora das nossas fronteiras".

#### Efeito sobre Huang An
O vídeo provocou uma reação negativa da população taiwanesa ao cantor Huang An. As principais emissoras de Taiwan cancelaram as suas aparições em diversos programas, enquanto uma empresa de karaokê removeu de forma permanente a sua discografia de suas listas de faixas. Mais de 10 mil cidadãos taiwaneses comprometeram-se a participar de uma manifestação de rua contra Huang em 24 de janeiro de 2016. No entanto, o evento foi cancelado para impedir a exploração da imagem de Tzuyu.
Após o lançamento do vídeo de desculpas de Tzuyu, o advogado de direitos humanos George Wang entrou com um processo no Escritório de Procuradores de Taiwan contra Huang An e a JYP Entertainment. Ele citou que as ações de Huang violaram o código penal, isso combinado com a pressão psicológica de Huang e do impedimento da autonomia da Tzuyu por parte da agência. Huang anunciou em sua conta no Weibo que realizaria uma coletiva de imprensa em 3 de fevereiro de 2016, em Taiwan, para discutir o seu lado da história, alegando que ele não era o culpado e creditando-se com o impacto do incidente sobre a eleição de Taiwan.

#### Efeito na JYP Entertainment
Na segunda-feira após o lançamento do vídeo, o valor das ações da JYP Entertainment na Bolsa de Valores de Seul despencou de forma violenta após uma valorização de quase um ano. Além do processo de George Wang, o Centro Multicultural da Coreia também questionou a ética da empresa. Foi divulgado que o Centro realizaria uma investigação para determinar se o vídeo de desculpas de Tzuyu foi forçado ou voluntário e planejava processar Park Jin Young e a JYP Entertainment por discriminação racial e violação dos direitos humanos caso fosse comprovado que ela havia sido forçada.
Um dia após o lançamento do vídeo, hackers anônimos realizaram o que pareceu ser um ataque de negação de serviço (também conhecido como DoS Attack) no site da JYP Entertainment. A JYP Entertainment declarou que, embora a identidade e origem deles fosse quase impossível de rastrear existiam suspeitas de que o ataque foi uma represália após a polêmica em volta de Tzuyu. Meios de comunicação coreanos afirmaram que um determinado grupo de hackers de Taiwan implementou o ataque, após o mesmo ter reivindicado créditos pelo ataque em uma rede social.
Em resposta às críticas, a empresa anunciou que iria estar adotando novos procedimentos relativos às suas exportações e atividades no exterior, a fim de proteger seus contratados. Isto incluiu a implementação de treinamento de sensibilidade cultural para eles. Em entrevista ao The Korea Times, um representante da JYP afirmou que o treinamento deverá incluir questões referentes a conflitos políticos.

## Discografia

### Extended plays
| Título  | Detailes | Melhores posições nas paradas | Melhores posições nas paradas | Melhores posições nas paradas | Melhores posições nas paradas | Melhores posições nas paradas | Vendas                                    | Certificações   |
| Título  | Detailes | KOR                           | JPN                           | JPN Comb                      | US                            | US World                      | Vendas                                    | Certificações   |
| ------- | --- | ----------------------------- | ----------------------------- | ----------------------------- | ----------------------------- | ----------------------------- | ----------------------------------------- | --------------- |
| Aboutzu | - Lançamento: 6 de setembro de 2024 - Empresa: JYP, Republic - Formatos: CD, LP, digital download, streaming | 3                             | 3                             | 4                             | 19                            | 1                             | - KOR: 426,806 - JPN: 20,641 - US: 22,000 | - KMCA: Platina |

### Singles

#### Como artista principal
| "Run Away"                                                                                | 2024 | — | 40 | 29 | 1 | 6 | Aboutzu |
| "—" denota lançamentos que não entraram nas paradas ou não foram lançados naquela região. |      |   |    |    |   |   |         |

### Créditos de composição
Todos os créditos das canções são adaptados do banco de dados da Korea Music Copyright Association, salvo indicação em contrário.
| Ano  | Artista | Canção      | Álbum        | Letrista  | Letrista                                |
| Ano  | Artista | Canção      | Álbum        | Creditada | Com                                     |
| ---- | ------- | ----------- | ------------ | --------- | --------------------------------------- |
| 2019 | Twice   | "21:29"     | Feel Special | Yes       | Integrantes do Twice                    |
| 2022 | Twice   | "Celebrate" | Celebrate    | Yes       | Integrantes do Twice, J.Y. Park, Co-sho |
| 2024 | Tzuyu   | "Fly"       | abouTZU      | Yes       | —                                       |

## Filmografia

### Televisão
| Ano  | Programa | Emissora | Notas       |
| ---- | -------- | -------- | ----------- |
| 2015 | Sixteen  | Mnet     | Competidora |

## Videografia

### Videoclipes
| Ano  | Título     | Diretor(es)    | Ref.          |
| ---- | ---------- | -------------- | ------------- |
| 2024 | "Run Away" | Yang Soon-Shik | [ 40 ] [ 41 ] |

### Aparições em Videoclipes
| Ano  | Artista        | Título                         |
| ---- | -------------- | ------------------------------ |
| 2014 | GOT7           | "하지하지마 (Stop Stop It)"    |
| 2015 | miss A         | "다른 남자 말고 너 (Only You)" |
| 2016 | Park Jin-young | "Fire"                         |

## Prêmios e indicações
| Ano             | Prêmio                                  | Categoria                                | Trabalho nomeado | Resultado       |
| Reconhecimentos | Reconhecimentos                         | Reconhecimentos                          | Reconhecimentos  | Reconhecimentos |
| --------------- | --------------------------------------- | ---------------------------------------- | ---------------- | --------------- |
| 2017            | TC Candler The Independent Critics List | World's 100 Most Beautiful Faces of 2017 | Ela Mesma        | #3              |
| 2018            | TC Candler The Independent Critics List | World's 100 Most Beautiful Faces of 2018 | Ela Mesma        | #2              |
| 2019            | TC Candler The Independent Critics List | World's 100 Most Beautiful Faces of 2019 | Ela Mesma        | #1              |